# 브리스틀
브리스틀(Bristol)은 영국 잉글랜드 서부의 에이번 강에 딸린 항구 도시이다. 하구에서 13km의 지점에 있으며 철도도 모여 있어서 교통상 중요한 지위를 차지하고 있다. 주(州, County)에 부속되지 않은 독립적인 행정구역으로 도심인구는 2009년 기준, 433,100명이고 주변도시인구를 포함하면 1,006,600명이 거주한다. 이는 잉글랜드 지역에서 여섯번째로 큰 규모이고 영국 전체에서는 8번째 규모로 영국 남서부에서 가장 규모가 큰 도시이다. 1155년 정부의 인가를 받았고 1373년 주(州)의 자격을 얻는다. 13세기부터 500여년간 세수기준으로 런던과 함께 잉글랜드의 양대도시였으나 18세기 산업혁명으로 리버풀, 버밍엄, 맨체스터가 급속도로 성장하며 도시규모에서 밀려나게 되었다. 서머싯주와 글로스터셔 주와 경계를 마주하고 있고, 로마점령시대부터 이어져 역사가 깊은 바스, 글로스터가 근방에 있다.
남서부에서 문화, 고용과 교육의 중심지로 도시의 번영은 초기부터 바다와 연관이 깊었다. 무역항인 브리스틀항은 후에 서쪽으로 이전하기 전까지 브리스틀 도심에 위치했었다.
지금은 미디어, 전자, 항공우주산업이 주요산업으로 도심에 있던 나루터는 문화유산의 중심으로 재개발되었다. 브리스틀을 기념하여 같은 이름을 붙인 도시가 전 세계에 34개에 이르며 이들은 미국, 페루, 캐나다, 자메이카, 코스타리카 등지에 있다.

## 기후
| 브리스틀 (필튼)의 기후                                         | 브리스틀 (필튼)의 기후 | 브리스틀 (필튼)의 기후 | 브리스틀 (필튼)의 기후 | 브리스틀 (필튼)의 기후 | 브리스틀 (필튼)의 기후 | 브리스틀 (필튼)의 기후 | 브리스틀 (필튼)의 기후 | 브리스틀 (필튼)의 기후 | 브리스틀 (필튼)의 기후 | 브리스틀 (필튼)의 기후 | 브리스틀 (필튼)의 기후 | 브리스틀 (필튼)의 기후 | 브리스틀 (필튼)의 기후 |
| 월                                                             | 1월                    | 2월                    | 3월                    | 4월                    | 5월                    | 6월                    | 7월                    | 8월                    | 9월                    | 10월                   | 11월                   | 12월                   | 연간                   |
| -------------------------------------------------------------- | ---------------------- | ---------------------- | ---------------------- | ---------------------- | ---------------------- | ---------------------- | ---------------------- | ---------------------- | ---------------------- | ---------------------- | ---------------------- | ---------------------- | ---------------------- |
| 역대 최고 기온 °C (°F)                                         | 14.2 (57.6)            | 18.3 (64.9)            | 21.7 (71.1)            | 25.7 (78.3)            | 27.4 (81.3)            | 32.5 (90.5)            | 34.5 (94.1)            | 33.3 (91.9)            | 28.3 (82.9)            | 26.8 (80.2)            | 17.5 (63.5)            | 15.8 (60.4)            | 34.5 (94.1)            |
| 일평균 최고 기온 °C (°F)                                       | 8.1 (46.6)             | 8.5 (47.3)             | 10.8 (51.4)            | 13.8 (56.8)            | 17.0 (62.6)            | 19.8 (67.6)            | 21.7 (71.1)            | 21.3 (70.3)            | 18.8 (65.8)            | 14.8 (58.6)            | 11.0 (51.8)            | 8.4 (47.1)             | 14.5 (58.1)            |
| 일일 평균 기온 °C (°F)                                         | 5.3 (41.5)             | 5.5 (41.9)             | 7.3 (45.1)             | 9.7 (49.5)             | 12.7 (54.9)            | 15.6 (60.1)            | 17.6 (63.7)            | 17.2 (63.0)            | 14.9 (58.8)            | 11.6 (52.9)            | 8.0 (46.4)             | 5.6 (42.1)             | 10.9 (51.6)            |
| 일평균 최저 기온 °C (°F)                                       | 2.4 (36.3)             | 2.4 (36.3)             | 3.7 (38.7)             | 5.5 (41.9)             | 8.4 (47.1)             | 11.4 (52.5)            | 13.4 (56.1)            | 13.2 (55.8)            | 11.0 (51.8)            | 8.3 (46.9)             | 5.1 (41.2)             | 2.8 (37.0)             | 7.3 (45.1)             |
| 역대 최저 기온 °C (°F)                                         | −14.4 (6.1)            | −9.7 (14.5)            | −8.3 (17.1)            | −4.7 (23.5)            | −2.0 (28.4)            | 0.6 (33.1)             | 4.7 (40.5)             | 3.9 (39.0)             | 0.6 (33.1)             | −3.2 (26.2)            | −6.5 (20.3)            | −11.9 (10.6)           | −14.4 (6.1)            |
| 평균 강수량 mm (인치)                                          | 82.9 (3.26)            | 57.9 (2.28)            | 53.3 (2.10)            | 47.9 (1.89)            | 57.8 (2.28)            | 56.3 (2.22)            | 58.7 (2.31)            | 75.1 (2.96)            | 64.3 (2.53)            | 85.5 (3.37)            | 90.0 (3.54)            | 89.9 (3.54)            | 819.0 (32.24)          |
| 평균 강수일수 (≥ 1.0 mm)                                       | 13.1                   | 10.4                   | 10.4                   | 9.9                    | 10.3                   | 9.7                    | 9.8                    | 11.0                   | 10.4                   | 12.8                   | 14.6                   | 13.5                   | 135.8                  |
| 평균 월간 일조시간                                             | 61.2                   | 78.0                   | 122.6                  | 174.1                  | 206.7                  | 219.2                  | 220.5                  | 189.6                  | 153.4                  | 107.8                  | 68.4                   | 56.9                   | 1,658.3                |
| 출처 1: 영국 기상청 (평년값: 1991년~2020년, 극값: 1958년~현재) |                        |                        |                        |                        |                        |                        |                        |                        |                        |                        |                        |                        |                        |
| 출처 2: 네덜란드 왕립 기상연구소                               |                        |                        |                        |                        |                        |                        |                        |                        |                        |                        |                        |                        |                        |

## 자매 도시
- 프랑스 보르도 (1947)
- 독일 프랑크푸르트 (1947)
- 포르투갈 포르투 (1984)
- 조지아 트빌리시 (1988)
- 대한민국 영양군 (1989)
- 모잠비크 베이라 (1990)
- 중국 광저우 (2001)

## 참고 자료
- 이 문서에는 다음커뮤니케이션(현 카카오)에서 GFDL 또는 CC-SA 라이선스로 배포한 글로벌 세계대백과사전의 내용을 기초로 작성된 글이 포함되어 있습니다.

## 같이 보기
- 어니스트 베델